# Отмар Хицфелд
Отмар Хицфелд (Лерах, 12. јануар 1949) је бивши немачки фудбалер (нападач) и тренер. Има надимак der General („генерал“).
Са 18 важнијих титула, освојених углавном као тренер Грасхопера, Борусије Дортмунд и Бајерна, он је један од најуспешнијих немачких тренера. Изабран је за „Светског тренера године“ два пута. Један је од три тренера који су освојили КЕШ/ЛШ са два различита клуба (друга двојица су Ернст Хапел и Жозе Мурињо). Тренутно је селектор швајцарске фудбалске репрезентације.

## Трофеји (као играч)

### Базел
- Првенство Швајцарске (2) : 1971/72, 1972/73.
- Куп Швајцарске (1) : 1975.

## Трофеји (као тренер)

### Арау
- Куп Швајцарске (1) : 1985.

### Грасхопер
- Првенство Швајцарске (2) : 1989/90, 1990/91.
- Куп Швајцарске (2) : 1989, 1990.
- Суперкуп Швајцарске (1) : 1989.

### Борусија Дортмунд
- Првенство Немачке (2) : 1994/95, 1995/96.
- Суперкуп Немачке (2) : 1995, 1996.
- Лига шампиона (1) : 1996/97.
- Куп УЕФА : финале 1992/93.

### Бајерн Минхен
- Првенство Немачке (5) : 1998/99, 1999/00, 2000/01, 2002/03, 2007/08.
- Куп Немачке (3) : 1999/00, 2002/03, 2007/08.
- Лига куп Немачке (4) : 1998, 1999, 2000, 2007.
- Лига шампиона (1) : 2000/01. (финале 1998/99).
- Интерконтинентални куп (1) : 2001.
- Суперкуп Европе : финале 2001.